# Гараземи
Гараземи (азерб. Qarazəmi; до 1992 года Караундж (азерб. Qarahonc)) — село в Гузумкендском сельском административно-территориальном округе Ходжавендского района Азербайджана.

## Этимология
Название села могло подписываться в документах как Караземи, Гарагундж, Караундж, Караунч, Гарахунч, Каразами, Гаразами.
Село было названо из-за местности, где оно оно построено. Ойконим означает «широкое поле», от слов «гара» (азерб. qara — «чёрный») и «хондж» (арм. հունջ, азерб. honc) и «земи» (азерб. zəmi), последнее персидского происхождения (перс. زمین‎), оба слова означают «посев, поле».
Решением Милли Меджлиса Азербайджанской Республики от 29 декабря 1992 года № 428 село Гарахонч Ходжавендского района было названо селом Гараземи.

## География
Село Гараземи входит в состав Гузумкендского сельского административно-территориального округа Ходжавендского района, при этом в состав этого сельского административно-территориального округа входит также и село Гузумкенд, которое является центром этого сельского административно-территориального округа. Село расположено в предгорьях, в 25 км. от районного центра Ходжавенд и в 50 км. от города Ханкенди. Имеет площадь 344,4 га, из них 296,76 га сельскохозяйственные угодья, 21,0 га лесные угодья. Через пограничную зону села протекает приток реки Варанда.

## История
В списке топонимов, составленном любителем древностей Г. Бегларяном, обозначены названия четырёх средневековых деревень. «Одна из них — Дараодж, упомянутая и в книге Мовсеса Каганкатваци, находится в 2 км. к западу от современного села Гараземи, на склоне горы Рскыан и во время контроля непризнанной Нагорно-Карабахской Республикой над территорией назывался Хин Караундж (с арм. — «Старый Караундж»). Часть территории селища вспахана, чёткие следы сооружений сохранились в верхнем участке поля».
Здесь находится и несколько хачкаров, которые представляют собой необработанные глыбы с изображениями крестов на западной плоскости. Как рассказывают в деревнях Гузумкенд и Гараземи, в прошлом жители этих сёл брали отсюда тёсаные камни для строительства своих домов.
На вершине горы близ Гараземи расположена известная святыня, в прошлом привлекавшая к себе потоки паломников. Тропы через крутые голые скалы поднимаются на вершину, где всё ещё сохранились следы часовни, построенной из камня на известковом растворе.
По свидетельствам армянских историков, село Гаргар, чьё основание вероятно восходит к 1300-м годам, так как первые рукописные сведения о нём известны из торгового документа XIV века между поселениями Гаргар и Гараземи.
До вхождения в состав Российской империи село Гараземи входило в состав магала Варанда и Кочиз Карабахского ханства.
Епископ Армянской Апостольской церкви Макар Бархударянц описывал это село:
— «Село основано на южной стороне того же горного хребта. Жители коренные, земля казённая, плодородная, местные культуры те же, воздух и климат не так хороши, как хотелось бы. Долгая жизнь 65-70 лет. Церкви нет, священник родом из соседнего села Керт. Дымов 36, жителей 220, из них 125 мужчин и 95 женщин».
В советский период входило в состав Мартунинского района Нагорно-Карабахской автономной области (НКАО) Азербайджанской ССР и в советских русскоязычных изданиях это село называлось Караундж. Приэтом на 1963 год это село входило в состав Сосского сельсовета, а на 1977 год село входило в состав Кертского (ныне село Гузумкенд) сельсовета.
2 сентября 1991 года на совместной сессии Нагорно-Карабахского областного и Шаумяновского районного Советов народных депутатов была принята Декларация о провозглашении Нагорно-Карабахской Республики в границах Нагорно-Карабахской автономной области (НКАО) и сопредельного Шаумяновского района Азербайджанской ССР.
26 ноября 1991 года Верховный Совет Азербайджанский Республики принял Закон "Об упразднении Нагорно-Карабахской автономной области Азербайджанской Республики". В этом Законе помимо упразднения Нагорно-Карабахской Автономной Области (НКАО), было постановлено в том числе также и переименование Мартунинского района в Ходжаведский. Решением Милли Меджлиса Азербайджанской Республики от 29 декабря 1992 года № 428 село Гарахонч Ходжавендского района было названо селом Гараземи, а село Керт Ходжавендского района было названо селом Гузумкенд. В настоящее время это село Гараземи и входит в состав Гузумкендского сельского административно-территориального округа Ходжавендского района Азербайджана.
В результате Карабахского конфликта, село в начале 90-х годов ХХ-ого века попало под контроль непризнанной Нагорно-Карабахской Республики (НКР). Согласно административно-территориальному делению непризнанной республики находилось в составе Мартунинского района НКР и называлось Карагундж (арм. Քարահունջ).
В результате Трёхстороннего Заявления в ночь с 9 по 10 ноября 2020 года, подписанному по итогам 44-дневной войны, село Гараземи перешло под контроль Российских миротворческих сил.
В феврале 2021 года в селах Гараземи, Гузумкенд, Арпадюзю (согласно административно-территориальному делению непризнанной НКР входившие в состав Мартунинского района НКР), а также в общинах Ханъюрду и Баллыджа (согласно административно-территориальному делению непризнанной НКР входившие в состав Аскеранского района НКР) сообщалось о планах проведения обезвреживания взрывных устройств и оружия.
Как сообщает пресс-служба СК, 16 апреля 2022 года около 23:00 двое жителей села Гараземи применили насилие в отношении сотрудника полиции, осуществлявшего свои полномочия.
Третье место в конкурсе «Родословное древо» в непризнанной НКР занял Микаэл Бегларян. Его генеалогическое древо с охватом примерно 120 человек описывает род Нанунк из села Гараземи начиная с 1715 года.
В результате боевых действий в сентябре 2023 года Азербайджан восстановил свой контроль над селом.

## Памятники истории и культуры
Часовня в Гараземи, состояние полуразрушенное.

## Население
В селе проживало большинство армян. По состоянию на 2005 год проживало 178 жителей, а в 2015 году – 168 жителей, 45 дворов.
| Год       | 2005 | 2008 | 2009 | 2010 | 2015 | 2021 |
| --------- | ---- | ---- | ---- | ---- | ---- | ---- |
| Население | 178  | 163  | 163  | 167  | 168  | 107  |

## Известные люди
Из сёл Гараземи и Гузумкенд происходят авторы видео «Карабахцы в космосе».